# Ponte Rio Negro
Ponte Jornalista Phelippe Daou, mais conhecida como Ponte Rio Negro, é uma ponte que atravessa o rio Negro, no estado brasileiro do Amazonas. Ela conecta os municípios de Manaus e Iranduba, e também faz parte da Rodovia Manoel Urbano. Atualmente é a maior ponte estaiada do Brasil, com 3,6 quilômetros de extensão sobre o maior rio de água negra do mundo.
Foi aberta para o tráfego de veículos em 2011 e batizada como Ponte Rio Negro durante a inauguração. Em 2017, recebeu o nome do jornalista e empresário brasileiro Phelippe Daou, um dos fundadores da Rede Amazônica. A obra foi orçada em R$ 1,099 bilhão (R$ 586 milhões em financiamento do BNDES e R$ 513 milhões do Governo do Estado do Amazonas).

## História

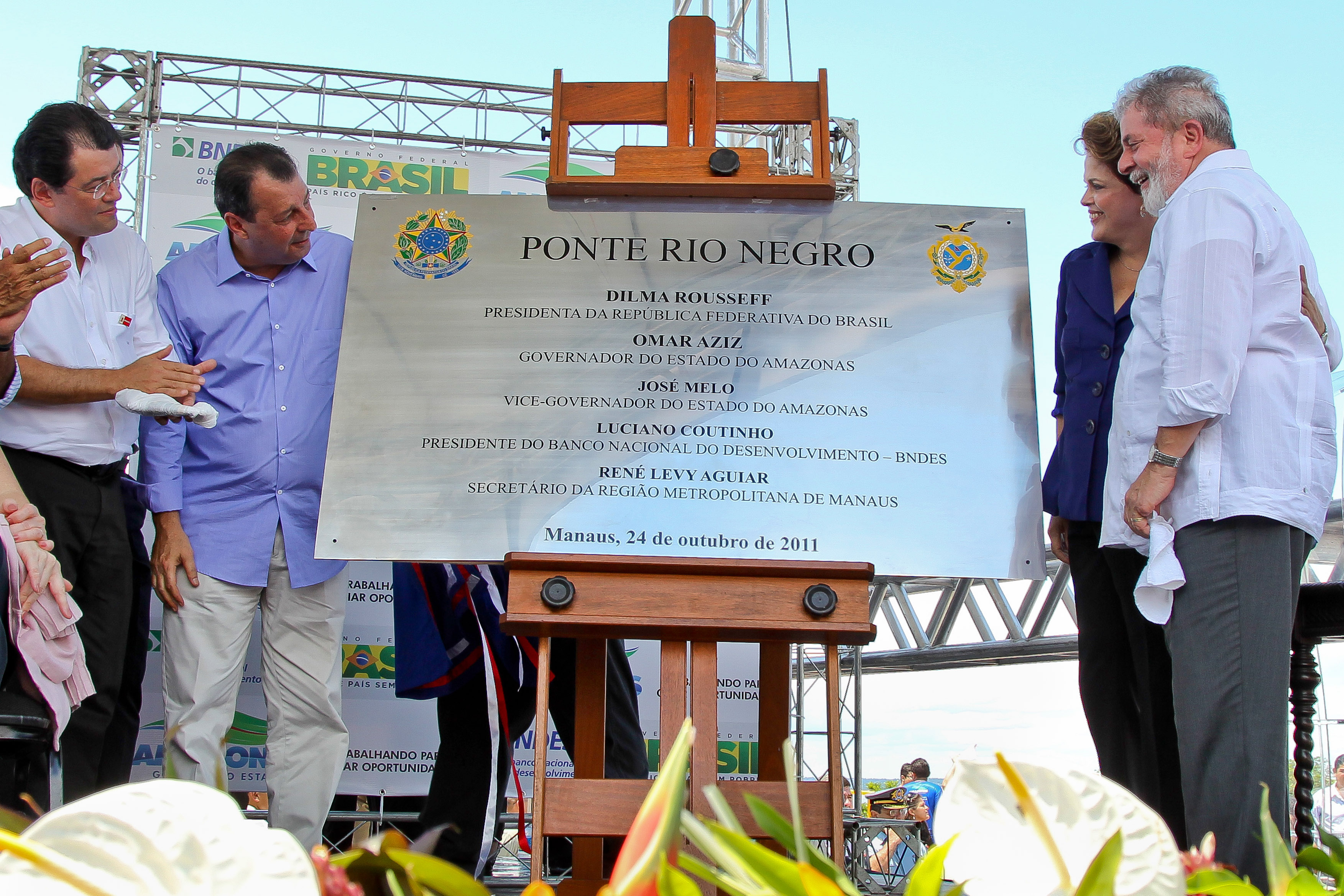
Inauguração da ponte com a presença de autoridades. Foi batizada, na época, como Ponte Rio Negro.

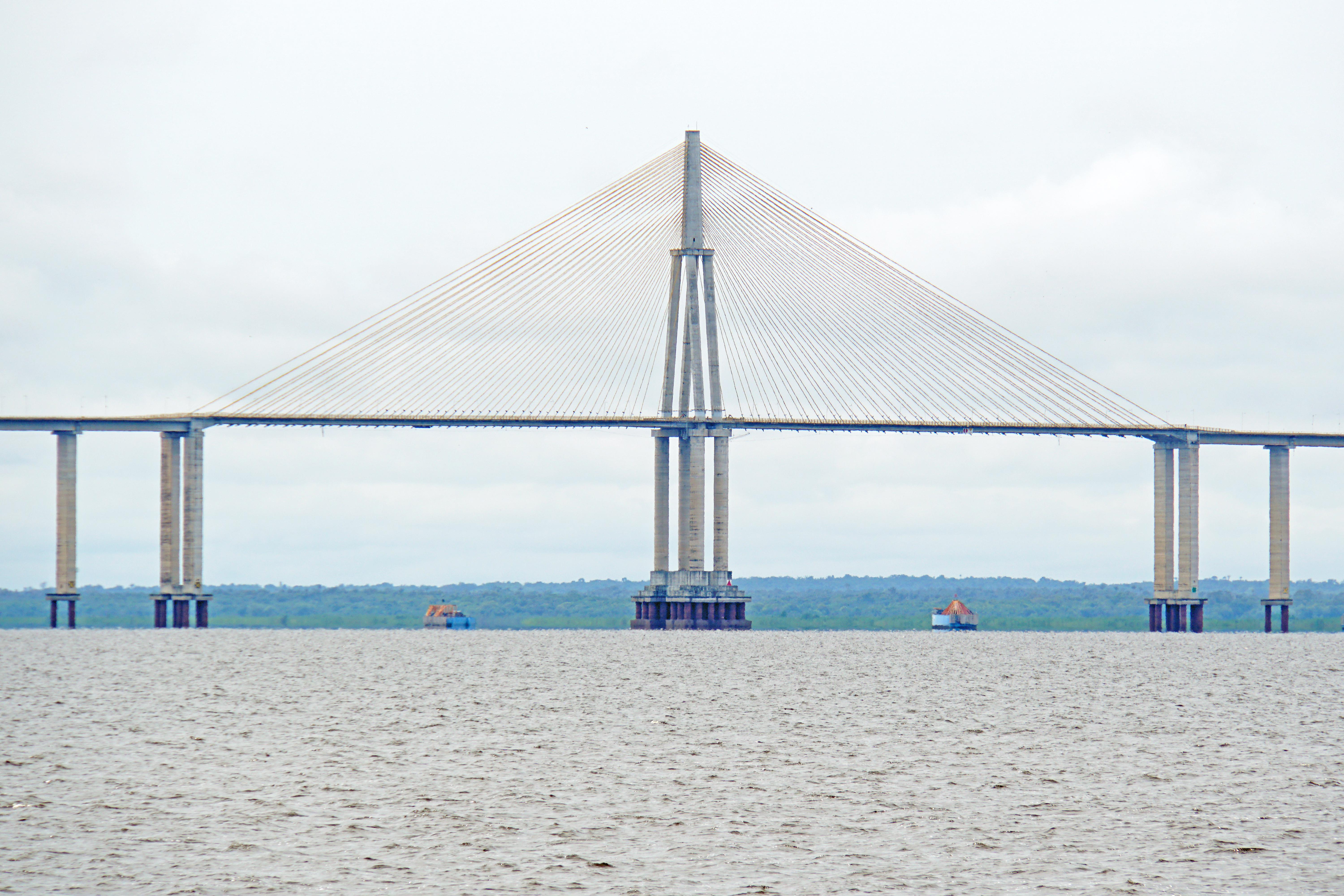
Mastro central da Ponte Rio Negro com 190 metros de altura. É a ponte mais alta do Brasil.

### 2003: Idealização
A demora na travessia das balsas, o desconforto dos passageiros e a falta de segurança, dentre outras reclamações dos usuários, motivaram uma audiência pública, ocorrida na Assembleia Legislativa do Amazonas, em 18 de junho de 2003. A audiência foi solicitada pelo deputado estadual Francisco Souza, a pedido do Conselho de Cidadãos do Município de Iranduba.
A idealização da ponte originou-se de um projeto de lei apresentado em 2003. Segundo o deputado Francisco Souza, um abaixo-assinado iniciado em 15 de novembro de 2003 reuniu cerca de 120 mil assinaturas favoráveis à construção da ponte.
No mesmo ano, o Governo do Estado do Amazonas reuniu uma comissão técnica para iniciar os estudos da viabilidade da construção dessa obra. Os resultados foram concluídos em 13 de abril de 2007 e o processo licitatório foi aberto já no outro mês. A divulgação do resultado ocorreu em novembro seguinte, sendo vencedor o consórcio Rio Negro, composto pelas empresas paulistas Camargo Corrêa e Construbase Arquitetura & Engenharia Ltda.

### 2007–2011: Construção
Em 3 de dezembro de 2007 foi emitida a ordem de serviço ao consórcio vencedor, considera-se como a data oficial de início das obras da Ponte Rio Negro.
Em 4 de julho de 2008, com a presença do então governador Eduardo Braga, fincaram-se as primeiras estacas do vão central no rio Negro. Foram usados aço e cimento em quantidade suficiente para erguer três estádios do Maracanã. Devido ao grau de acidez das águas do Rio Negro, adicionou-se pozolana (material silicioso anticorrosivo) ao concreto empregado nas estacas e no tabuleiro.
Obra que faz parte do projeto de expansão da Região Metropolitana de Manaus, a ponte foi construída sobre o Rio Negro, entre a área chamada de Ponta do Ouvidor, no bairro Compensa, em Manaus, e a Ponta do Pepeta, em Iranduba.

### 2011: Inauguração no aniversário de Manaus
Em 24 de outubro de 2011, aniversário de 342 anos da cidade de Manaus, a ponte foi inaugurada com a presença de autoridades, entre elas, a então presidente da República Dilma Roussef, que fez uma promessa: a extensão da Zona Franca de Manaus por mais 50 anos e a extensão dos benefícios para toda a região metropolitana, possibilitando um maior desenvolvimento e o início de uma conurbação urbana entre quatro municípios vizinhos.

### 2012–presente

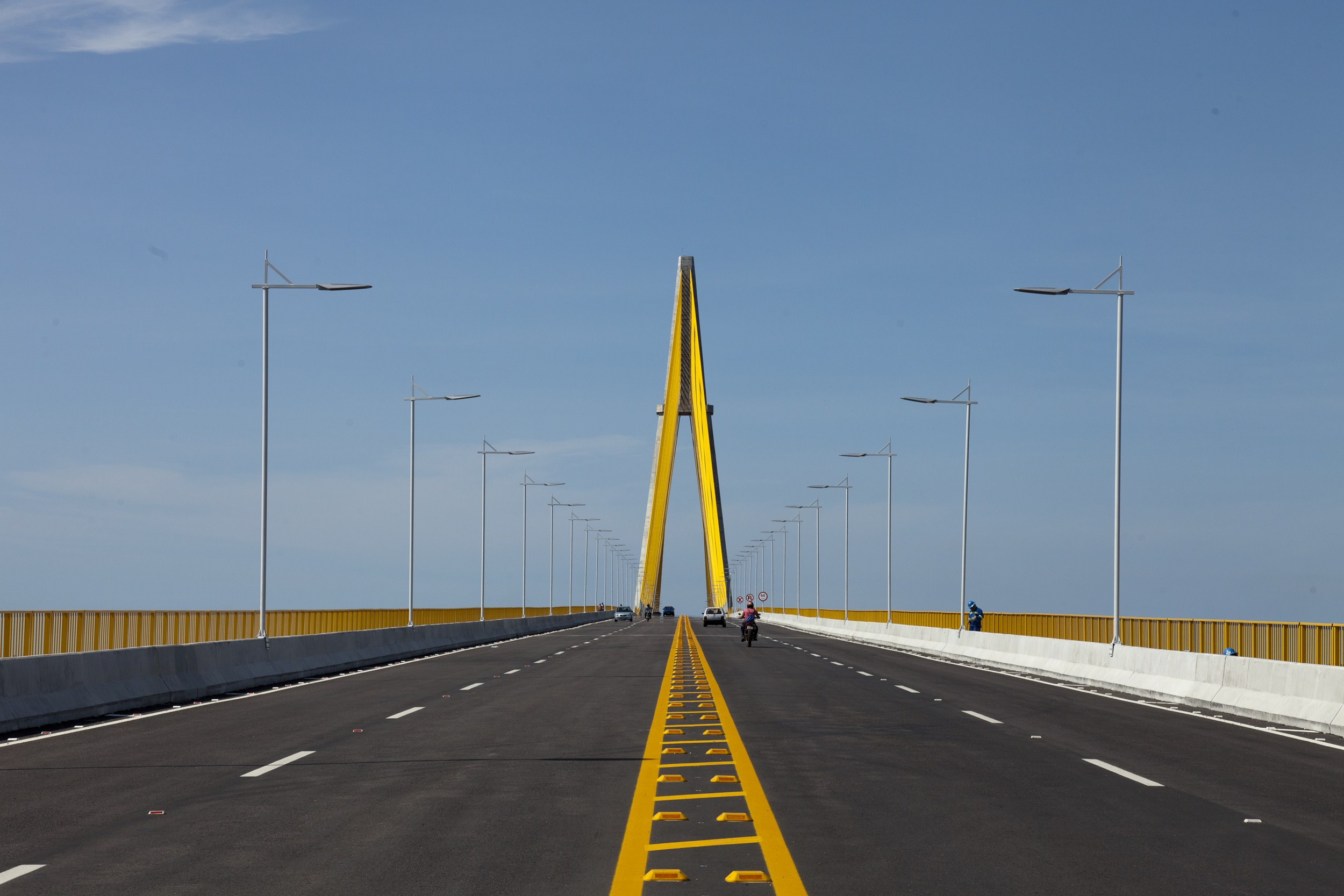
As 4 faixas de rodagem da ponte.

Em 21 de fevereiro de 2017, o Governo do Estado do Amazonas anunciou que a Ponte Rio Negro passaria a se chamar Ponte Jornalista Phelippe Daou, mediante o decreto estadual nº 37.646, de 21 de fevereiro de 2017, assinado pelo ex-governador do Amazonas José Melo; a justificativa para a renomeação, segundo o decreto, é que "o Estado tem o dever de homenagear os cidadãos que atuaram na contribuição para o Desenvolvimento do Amazonas".
Em 12 de abril de 2019, a ponte sobre o Rio Negro recebeu iluminação verde em referência aos 371 anos do Exército Brasileiro. A iluminação faz parte da programação comemorativa em importantes monumentos históricos da capital amazonense, reconhecidos no Brasil e no mundo.

## Estrutura
Com 3 595 metros de extensão, é a maior ponte estaiada do Brasil, com 400 metros de seção suspensa por cabos em seu vão central. Sua largura total é de 20,70 metros no trecho convencional e 22,60 metros na parte estaiada. Sua via contém quatro faixas de tráfego, duas em cada sentido, além da faixa de passeio para pedestres nos dois lados.
O mastro central apoia dois vãos de 190 metros para cada lado. A estrutura, em forma de losango, é dividida em três partes: um cone de ponta-cabeça abaixo do tabuleiro, um cone acima do tabuleiro e o topo do mastro. O formato aerodinâmico foi adotado para diminuir o atrito com o vento de forma a evitar ressonância ondulatória tal como o caso da ponte de Tacoma.
Ao lado do Teatro Amazonas, a ponte vem sendo considerada um dos maiores e mais importantes monumentos da arquitetura da Amazônia, o que representa um marco na integração da Região Metropolitana de Manaus (RMM), fundada em 2007, com treze municípios e cerca de 2,6 milhões de habitantes.

## Cultura popular
- Antes mesmo de ser concluída, ainda em 2009, a ponte já fazia parte da cultura popular. O cantor brasileiro Nunes Filho, conhecido como Príncipe do Brega, lançou um CD intitulado Caminhar na Ponte Sobre o Rio Negro.[17][18]
- A Ponte Rio Negro é cenário natural para os telejornais: Bom Dia Amazônia e Jornal do Amazonas, ambos da  Rede Amazônica.[19]
- Por ser um símbolo arquitetônico de Manaus, a ponte também se consolidou como um dos principais cartões-postais da cidade.[20]